# جون كلارك (لاعب كريكت)
جون كلارك (14 أكتوبر 1928 بسيدني في أستراليا - ) (بالإنجليزية: John Clark)‏ هو لاعب كريكت أسترالي.

## وصلات خارجية
- جون كلارك (لاعب كريكت) على موقع إي آس بي آن كريك إنفو (الإنجليزية)